# بوبيلز
بوبيلز (بالإنجليزية: Bowbells, North Dakota)‏ هي مدينة تقع في ولاية داكوتا الشمالية في الولايات المتحدة. تبلغ مساحة هذه المدينة 2.1 (كم²)، وترتفع عن سطح البحر 598 م، بلغ عدد سكانها 336 نسمة في عام 2010 حسب إحصاء مكتب تعداد الولايات المتحدة.

## التركيبة السكانية
قام مكتب تعداد الولايات المتحدة بتحديد بيانات التركيبة السكانية لبوبيلزفي تعداد الولايات المتحدة. في ما يلي، التركيبة السكانية حسب تعدادي 2000 و2010.

### تعداد عام 2000
بلغ عدد سكان بوبيلز 406 نسمة بحسب تعداد عام 2000، وبلغ عدد الأسر 174 أسرة وعدد العائلات 116 عائلة مقيمة في البلدة. في حين سجلت الكثافة السكانية 511.2 نسمة لكل ميل مربع (197.4/كم2). وبلغ عدد الوحدات السكنية 214 وحدة بمتوسط كثافة قدره 269.5 نسمة لكل ميل مربع (104.1/كم2).
وتوزع التركيب العرقي للبلدة بنسبة 98.77% من البيض و 0.74% من الأمريكيين الأصليين و 0.25% من الأمريكيين ذوي الأصول الآسيوية و 0.25% من عرقين مختلطين أو أكثر.
بلغ عدد الأسر 174 أسرة كانت نسبة 31.6% منها لديها أطفال تحت سن الثامنة عشر تعيش معهم، وبلغت نسبة الأزواج القاطنين مع بعضهم البعض 55.7% من أصل المجموع الكلي للأسر، ونسبة 7.5% من الأسر كان لديها معيلات من الإناث دون وجود شريك، وكانت نسبة 33.3% من غير العائلات. تألفت نسبة 32.2% من أصل جميع الأسر من أفراد ونسبة 19.5% كانوا يعيش معهم شخص وحيد يبلغ من العمر 65 عاماً فما فوق. وبلغ متوسط حجم الأسرة المعيشية 2.97، أما متوسط حجم العائلات فبلغ 2.33.
بلغ العمر الوسطي للسكان 42 عاماً. وكانت نسبة 27.3% من القاطنين تحت سن الثامنة عشر، وكانت نسبة 3.7% بين الثامنة عشر والأربعة وعشرون عاماً، ونسبة 24.9% كانت واقعةً في الفئة العمرية ما بين الخامسة والعشرون حتى والأربعة وأربعون عاماً، ونسبة 23.2% كانت ما بين الخامسة والأربعون حتى الرابعة والستون، ونسبة 20.9% كانت ضمن فئة الخامسة والستون عاماً فما فوق. يوجد لكل 100 أنثى 91.5 ذكر، ويوجد لكل 100 أنثى في الثامنة عشر من عمرها فما فوق 90.3 ذكر.
بلغ متوسط دخل الأسرة في البلدة 30,455 دولار، أما متوسط دخل العائلة فبلغ 35,625 دولار. وكان متوسط دخل الذكور 30,833 دولار مقابل 12,212 دولار للإناث. وسجل دخل الفرد الخاص بالبلدة 15,491 دولار. وكانت نسبة 9.2% من العائلات ونسبة 8.6% من السكان تحت خط الفقر، وكان من هؤلاء نسبة 8.1% تحت سن الثامنة عشر ونسبة 5.9% في الخامسة والستين من العمر وما فوق.

### تعداد عام 2010
بلغ عدد سكان بوبيلز 336 نسمة بحسب تعداد عام 2010، وبلغ عدد الأسر 161 أسرة وعدد العائلات 93 عائلة مقيمة في المدينة. في حين سجلت الكثافة السكانية 420.0 نسمة لكل ميل مربع (162.2/كم2). وبلغ عدد الوحدات السكنية 223 وحدة بمتوسط كثافة قدره 278.8 لكل ميل مربع (107.6/كم2).
وتوزع التركيب العرقي للمدينة بنسبة 96.4% من البيض و 0.6% من الأمريكيين الأصليين و 2.7% من الأمريكيين ذوي الأصول الآسيوية و 0.3% من عرقين مختلطين أو أكثر.
بلغ عدد الأسر 161 أسرة كانت نسبة 24.2% منها لديها أطفال تحت سن الثامنة عشر تعيش معهم، وبلغت نسبة الأزواج القاطنين مع بعضهم البعض 46.6% من أصل المجموع الكلي للأسر، ونسبة 7.5% من الأسر كان لديها معيلات من الإناث دون وجود شريك، بينما كانت نسبة 3.7% من الأسر لديها معيلون من الذكور دون وجود شريكة وكانت نسبة 42.2% من غير العائلات. تألفت نسبة 36.0% من أصل جميع الأسر من أفراد ونسبة 16.2% كانوا يعيش معهم شخص وحيد يبلغ من العمر 65 عاماً فما فوق. وبلغ متوسط حجم الأسرة المعيشية 2.70، أما متوسط حجم العائلات فبلغ 2.09.
بلغ العمر الوسطي للسكان 47.7 عاماً. وكانت نسبة 21.4% من القاطنين تحت سن الثامنة عشر، وكانت نسبة 6.7% بين الثامنة عشر والأربعة وعشرون عاماً، ونسبة 18.3% كانت واقعةً في الفئة العمرية ما بين الخامسة والعشرون حتى والأربعة وأربعون عاماً، ونسبة 34.7% كانت ما بين الخامسة والأربعون حتى الرابعة والستون، ونسبة 19% كانت ضمن فئة الخامسة والستون عاماً فما فوق. وتوزع التركيب الجنسي للسكان بنسبة 52.4% ذكور و47.6% إناث.

## وصلات خارجية
- www.bowbellsnd.com
- The US50 - Cities and Towns in North Dakota State